# Чумгак
Чумга́к — річка в Україні, в межах Бориспільського району Київської області (витоки), Золотоніського району Черкаської області та Лубенського району Полтавської області. Права притока Оржиці (басейн Дніпра).

## Опис
Довжина 72 км, площа водозбірного басейну 845 км². Похил річки 0,49 м/км. Долина коритоподібна, завширшки 2,5 км, завглибшки до 15 м. Заплава частково осушена, завширшки до 500—600 м. Річище звивисте, завширшки 5—10 м, на значному протязі відрегульоване. Використовується на технічні потреби. Є заплавні озера, шлюзи-регулятори, ставки.

## Розташування
Чумгак бере початок біля села Черняхівки. Тече переважно на південний схід. Впадає до Оржиці біля східної околиці села Савинців.
Притоки: Боярка, Козак (праві); Суха Оржиця (ліва).
На берегах річки розташоване смт Шрамківка, а також декілька сіл.

## Природно-заповідний фонд
У долині річки розташовано гідрологічні заказники місцевого значення Білоусівський, Верхній Чумгак, Козацьке, Свічківський та Старорічище, а також ботанічний заказник Кут.